# تپه پهن
تپه پهن مربوط به هزاره ۱- است و در شهرستان جیرفت، روستای رودبار واقع شده و این اثر در تاریخ ۱ فروردین ۱۳۴۵ با شمارهٔ ثبت ۵۲۲ به‌عنوان یکی از آثار ملی ایران به ثبت رسیده است.